# Église Saint-Joseph-des-Épinettes
Pour les articles homonymes, voir Église Saint-Joseph.
L'église catholique Saint-Joseph-des-Épinettes  est une église située 40 rue Pouchet dans le quartier des Épinettes (17e arrondissement de Paris), quartier dont elle porte le nom. Elle est aussi accessible par le no 59 de la Cité des fleurs.

## Présentation
La paroisse dont l'église Saint-Joseph-des-Épinettes est le siège a été détachée en 1907 de la paroisse de Saint-Michel des Batignolles à la demande du curé de cette dernière, et par décision de l'archevêque de Paris, Mgr Amette, compte-tenu du nombre trop important de fidèles dans son extension territoriale.
L'église a été construite de 1909 à 1910 par l'architecte Placide Thomas et financée par les familles Goüin et Roland-Gosselin, de la Société de construction des Batignolles, dont les usines étaient voisines.
L'église, en briques, de style résolument art déco, est la première construite à Paris après loi de 1905 portant sur la séparation de l’Église et de l’État. Elle a un plan en forme de croix latine, comporte nef et bas-côtés. Les voûtes s'élèvent à 17 m de hauteur. Une coupole octogonale domine la croisée du transept, qu'éclaire un oculus. L'église est encastrée dans les constructions alentour et seule la façade comprenant le portail d'entrée est réellement visible de la rue ; cette façade comporte deux niveaux, le portail est surmonté d'une grande verrière en plein cintre, deux courtes tourelles s'élèvent de part et d'autre.
La chemise ensanglantée du jeune Hippolyte Debroise assassiné par des anarchistes avinés lors de la procession de la Fête-Dieu à Dugny en 1907 a été déposée dans les fondations de l'église lors de sa construction. Elle sera consacrée par Mgr Amette le 26 mai 1910.
Initialement, elle était recouverte de peintures, qui ont été entièrement recouvertes de peinture blanche. De même le maitre autel et la statue de saint Joseph du chœur ont été retirés au profit d’œuvres plus contemporaines.
D'un point de vue stylistique, cette église présente des similitudes frappantes avec l'église Saint-Jean de Montmartre tel que l'utilisation de la brique visible et des matériaux plus modernes en ossature, l'utilisation de la coupole, la façade encadrée par deux tours hautes etc.

Extérieur
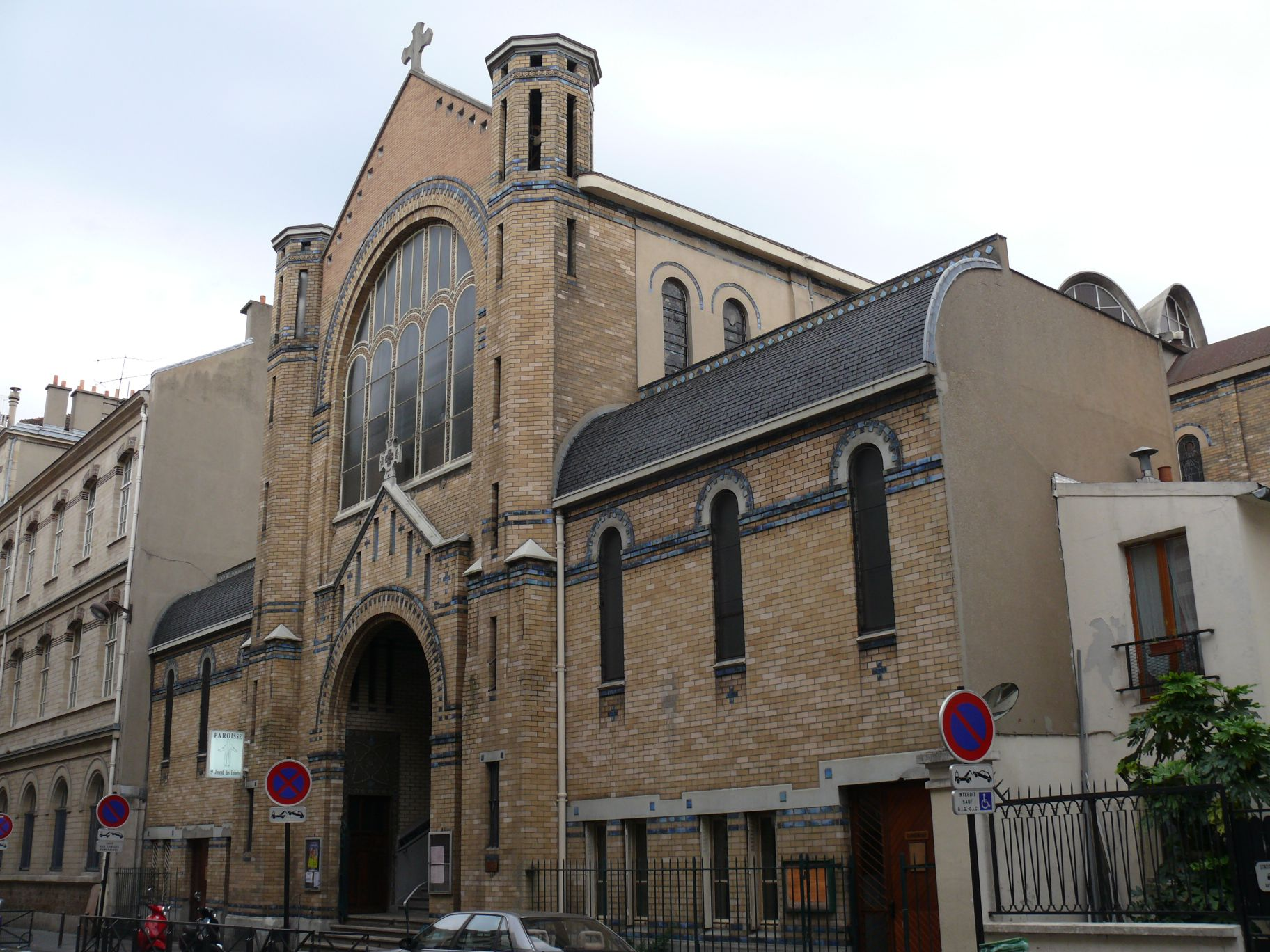
Façade.
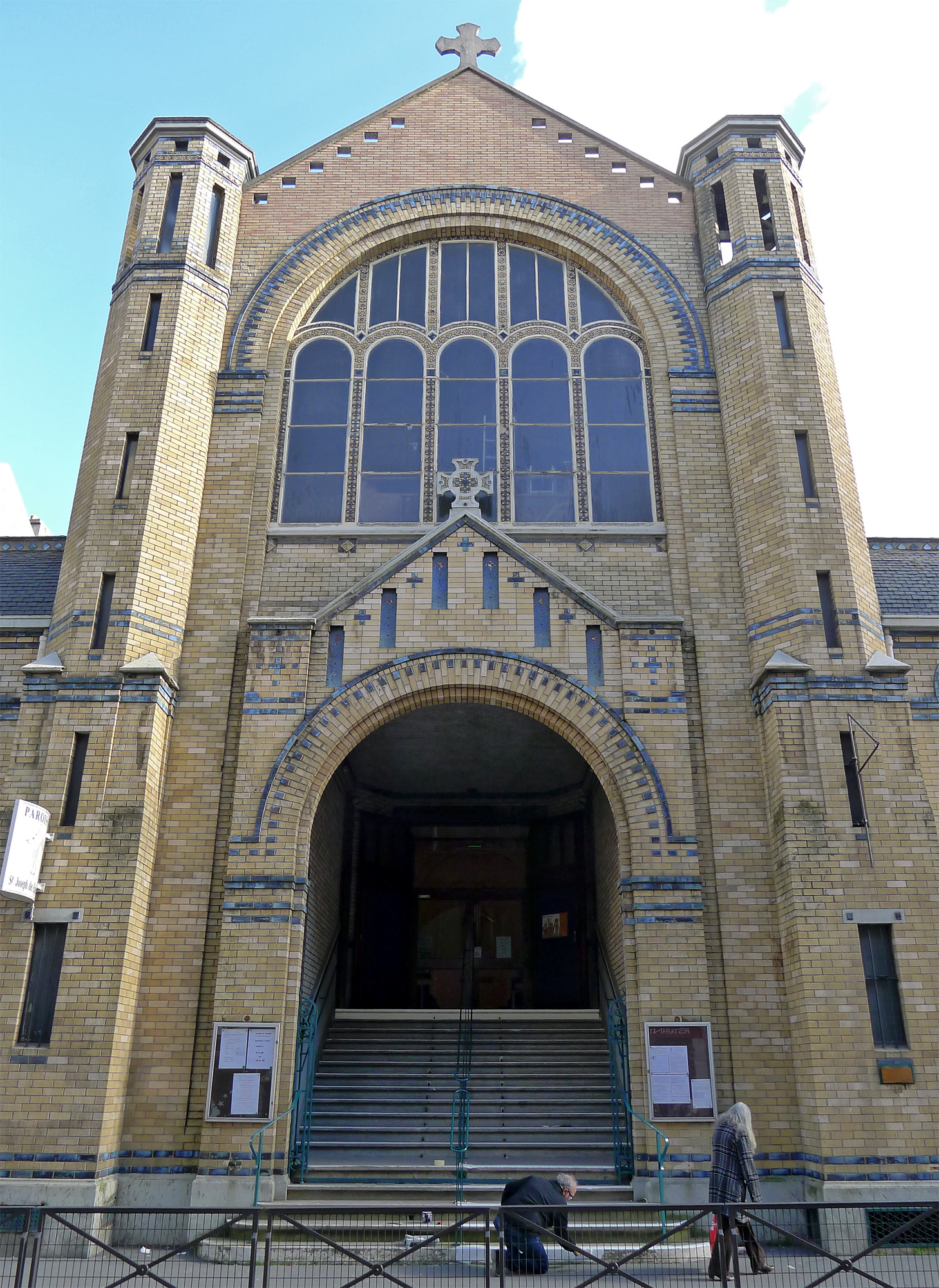
Portail.
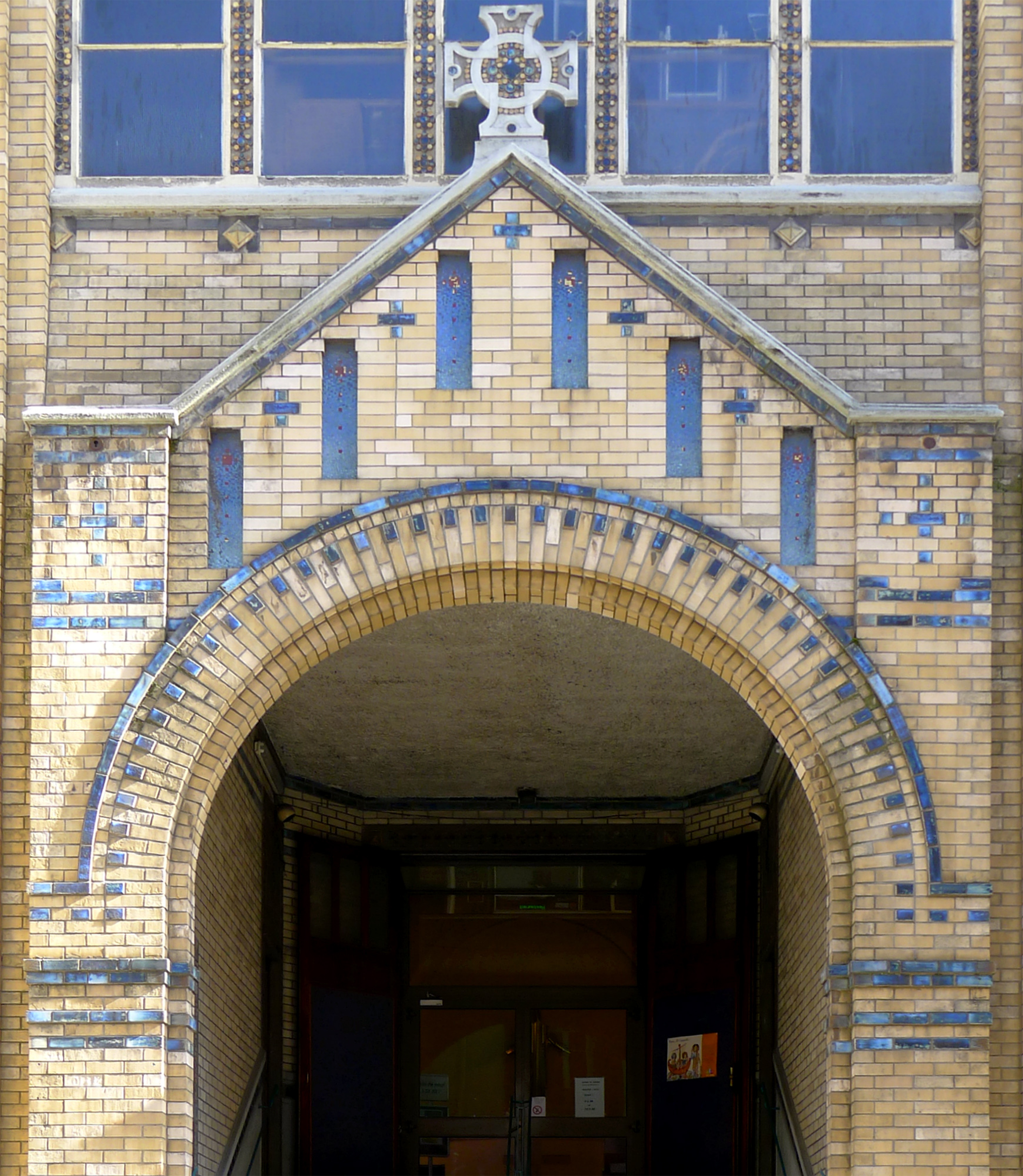
Détail du portail.

Intérieur
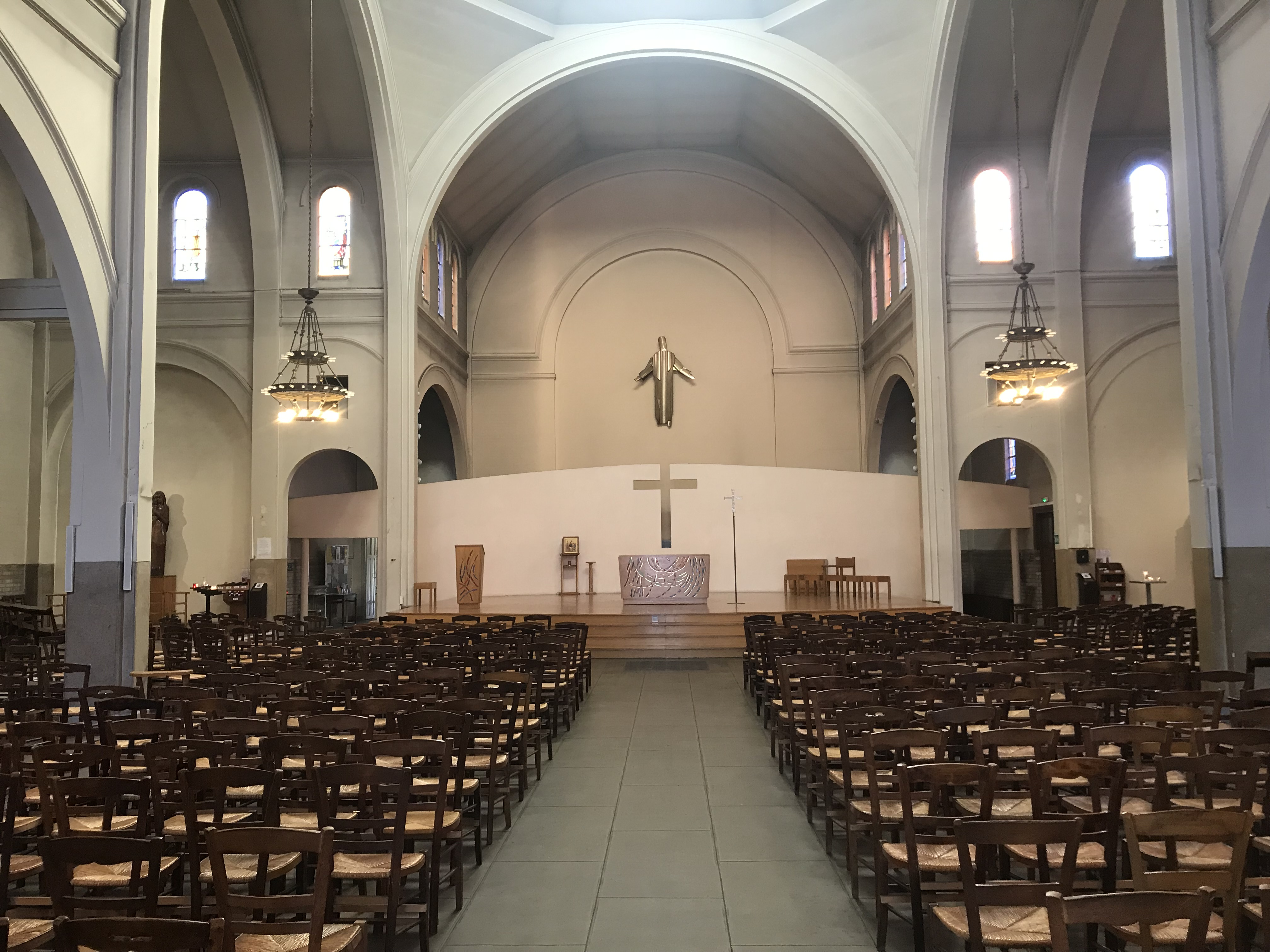
Nef.
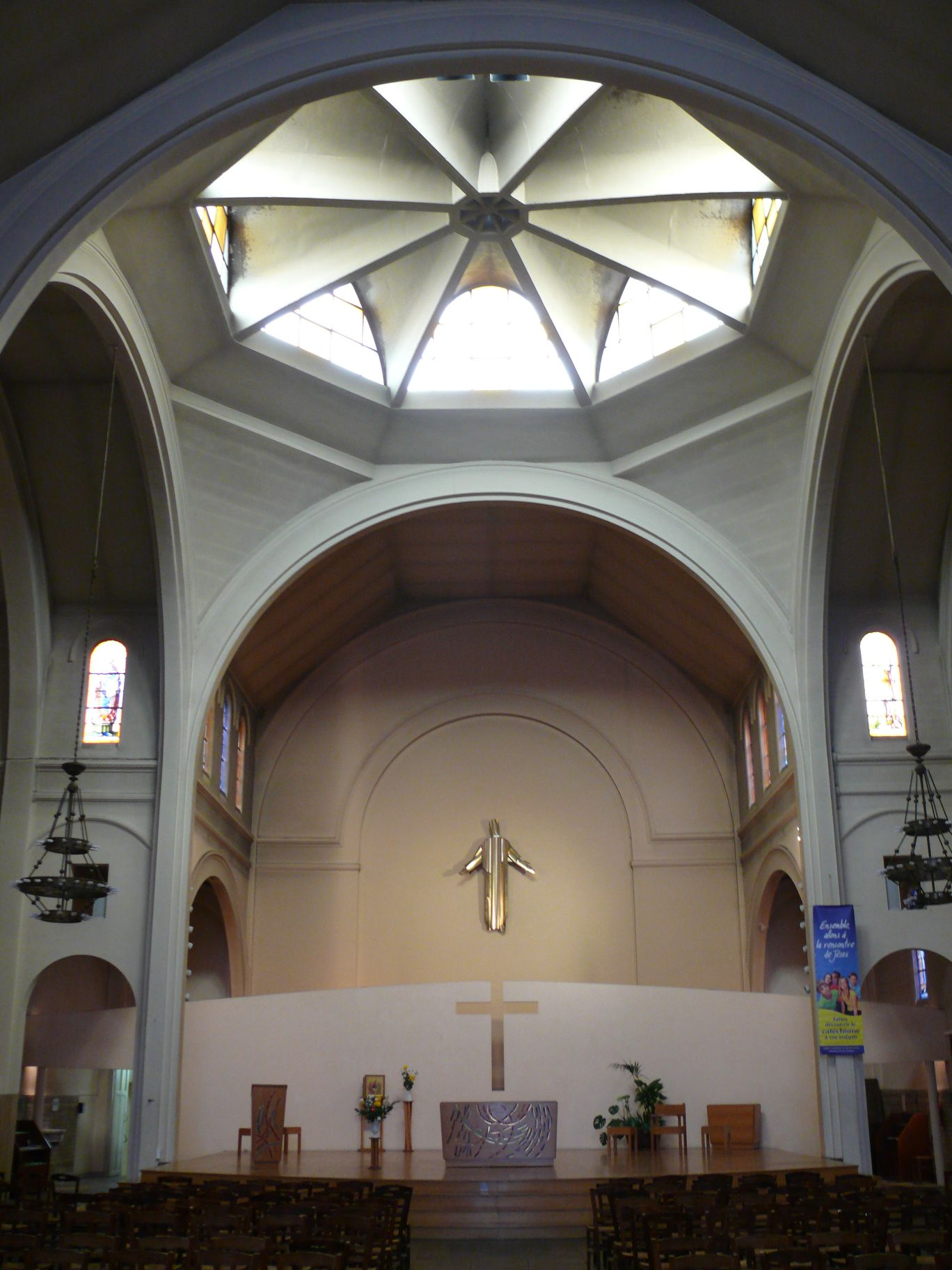
Chœur.
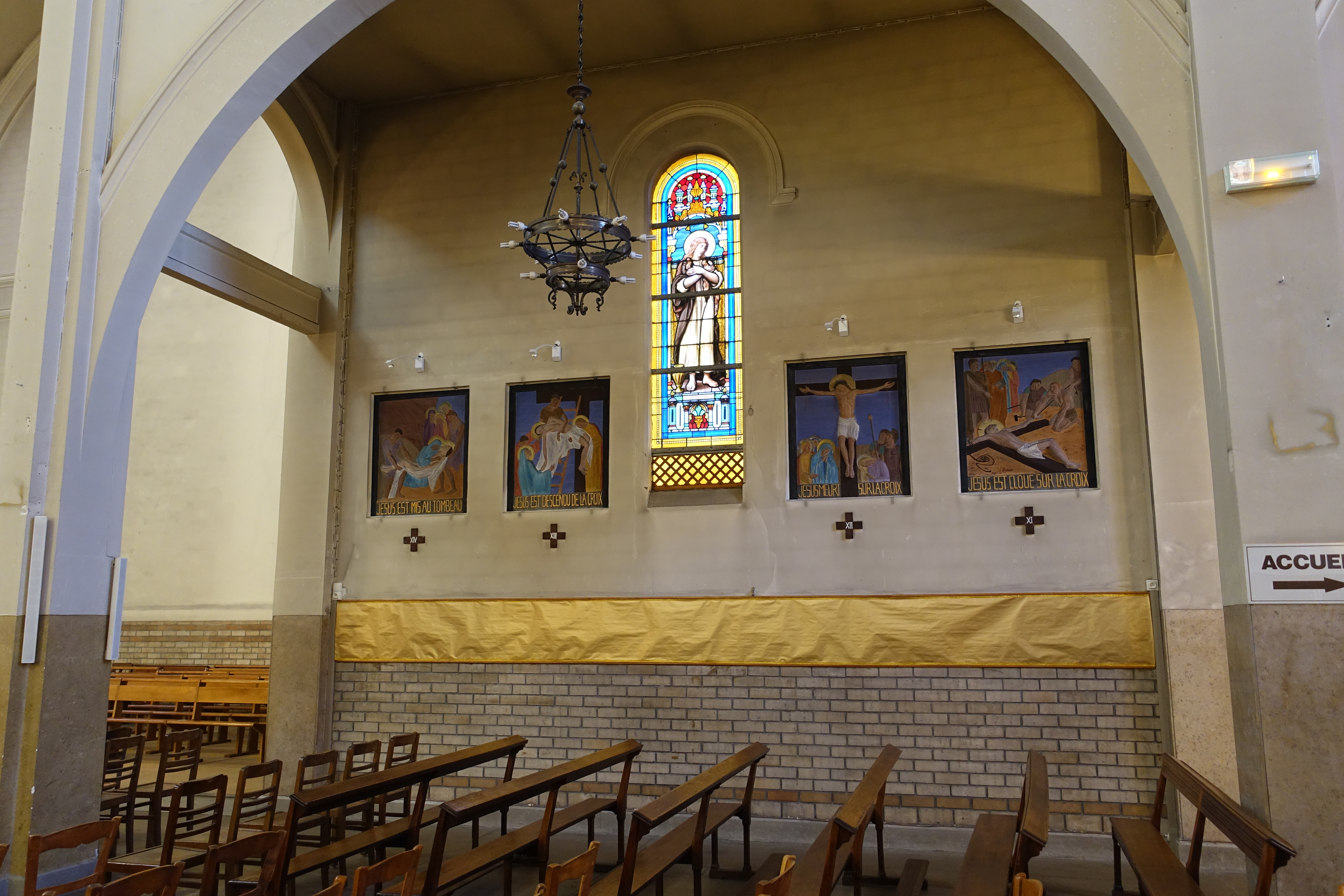
Chemin de croix et vitrail.

## L'orgue
Fin 1910, la paroisse achète un orgue de Cavaillé-Coll construit vraisemblablement en 1898 pour le salon de la comtesse Anna de Noailles  qui le revendit en 1905 à la famille Aviné de Dreux (Eure-et-Loir) pour récompenser le petit-fils de la famille : Émile (élève d'Alexandre Guilmant et de Louis Vierne) de son premier prix d’orgue (1904). L’instrument fut effectivement installé durant plusieurs années dans la demeure du jeune organiste à Gisors (Eure).
Émile Aviné fut d’abord suppléant de Louis Vierne à la cathédrale Notre-Dame de Paris de 1904 à 1908 avant d’avoir sa propre tribune. Venant de s’installer définitivement à Paris, il cède l’instrument à la paroisse Saint Joseph des Épinettes pour la somme de 6 000 francs. Après une restauration inachevée par le facteur Guilmard (1984), qui fait perdre à l'instrument son caractère d'origine (mutations et mixtures néoclassiques remplaçant plusieurs jeux anciens), cet instrument vient d'être entièrement restauré par Gérard Pels d'Hondt sous la direction de l'Association des Amis de l'orgue grâce au concours de ses donateurs.

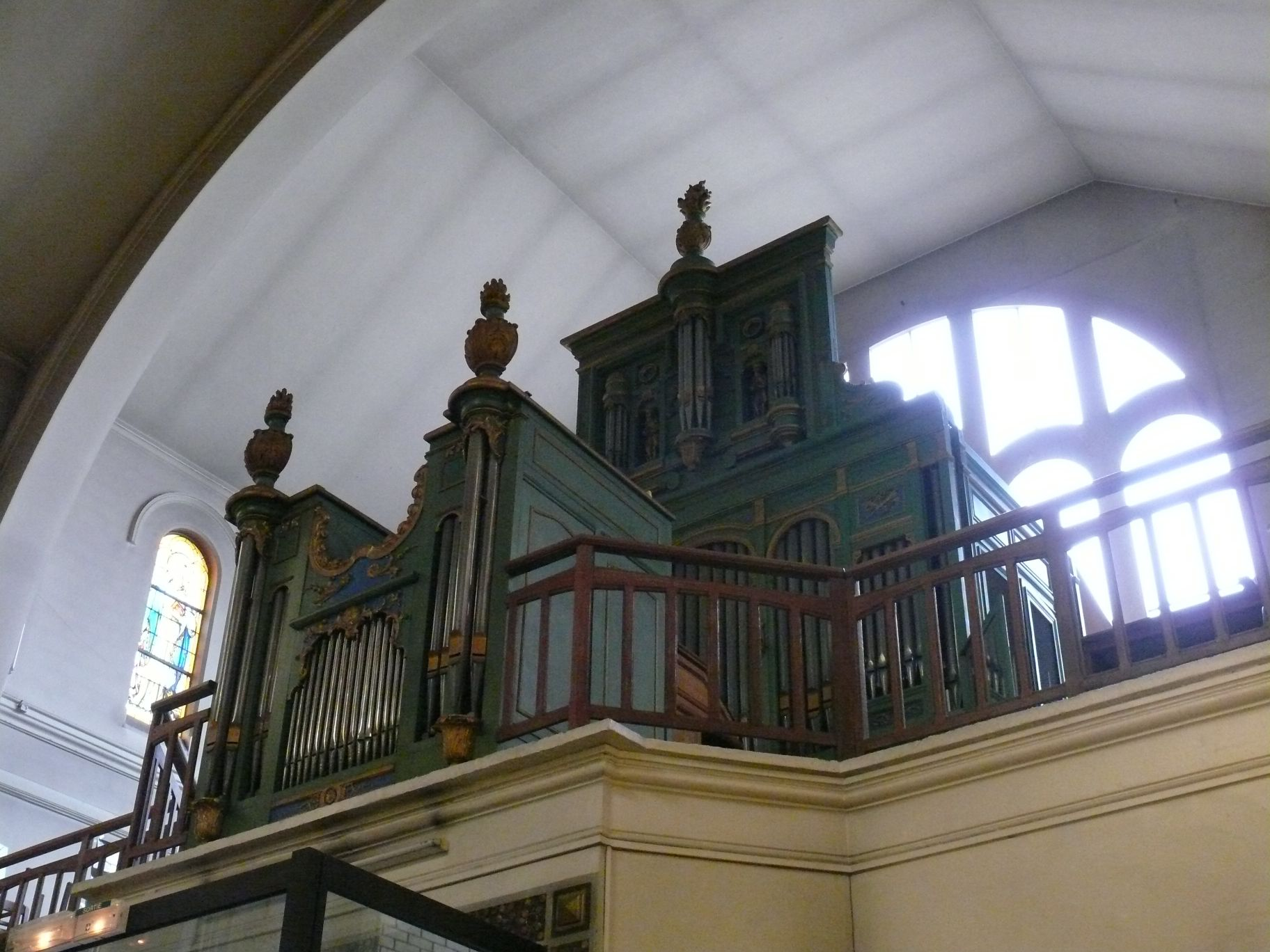
Orgue.
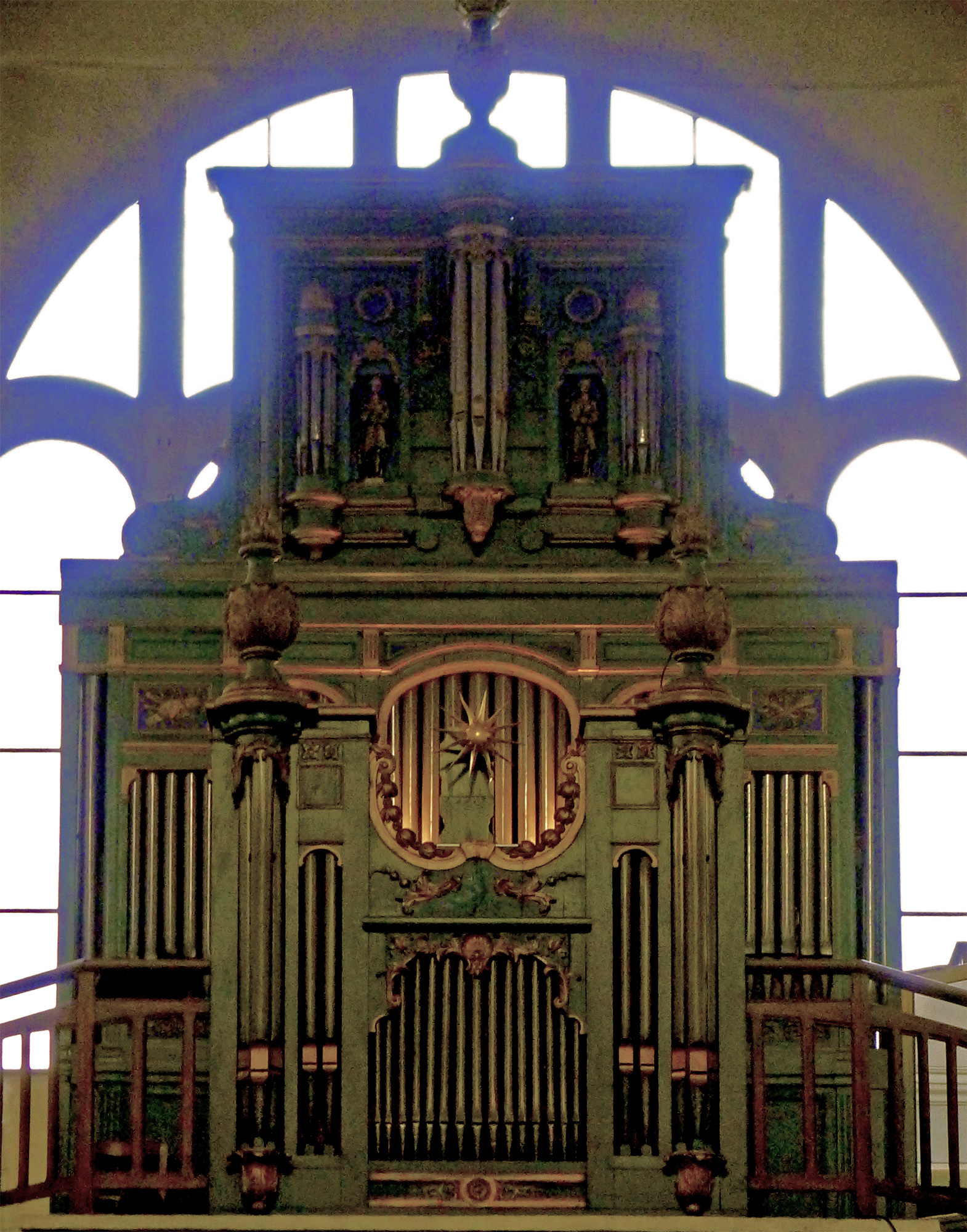
Orgue en 2014.

Composition après la restauration de 2007
| Grand-orgue 56 notes |
| Montre 8'            |
| Bourdon 8'           |
| Prestant 4'          |
| Octave 2'            |
| Fourniture V         |
| Cornet V             |

| Positif de dos 56 notes |
| Bourdon 8'              |
| Prestant 4'             |
| Flûte 4'                |
| Flageolet 2'            |
| Sesquialtera II         |
| Cymbale III             |
| Cromorne 8'             |

| Récit expressif 56 notes |
| Principal 8'             |
| Viole de gambe 8'        |
| Voix céleste 8'          |
| Trompette 8'             |

| Pédale 30 notes |
| Bourdon 16'     |
| Bombarde 16'    |

Les transmissions sont mécaniques.
- Accessoires :
  - Accouplement Grand-Orgue/Positif
  - Tirasses sur les 3 claviers manuels
  - Tremblant sur Grand-Orgue et Positif